# Louisa Baïleche
 (août 2015).
Si vous disposez d'ouvrages ou d'articles de référence ou si vous connaissez des sites web de qualité traitant du thème abordé ici, merci de compléter l'article en donnant les références utiles à sa vérifiabilité et en les liant à la section « Notes et références ».
Pour les articles homonymes, voir Louisa.
Louisa Baïleche est une chanteuse, danseuse et comédienne française née le 4 janvier 1977, originaire d'Ivry-sur-Seine.

## Biographie
Louisa Baïleche évolue dans diverses compagnies de danse qui par la suite lui permettent de se tourner vers le théâtre. Tout d’abord, elle joue dans Caligula en 1991, mis en scène par Youssef Chahine à la Comédie-Française puis dans L'Histoire du soldat en 1992, mis en scène par Pascal Elso. En 1997, elle tient le rôle principal féminin dans Nine, une comédie musicale dans laquelle elle révèle son talent vocal. En 1999, elle tient le rôle de Josepha dans la pièce de Christian Krumb Le Ravissement mise en scène par Franck Dribault à l'Espace Jemmapes à Paris.
Elle commence son parcours de chanteuse, en se produisant dans diverses salles parisiennes, et étudie en parallèle le chant classique au conservatoire, pour lequel elle découvrira une passion insoupçonnée. Elle chante en première partie de Souad Massi, de Cali et enfin d’Astonvilla. C'est d'ailleurs, cette dernière rencontre qui fera naître un album de chansons aux mélodies orientales avec le compositeur Hocine Hallaf, en écho à ses origines algériennes paternelles et à la sortie d’un single en 2003 : Monts et Merveilles. C'est avec cette chanson que France 3 lui demande de représenter la France au Concours Eurovision de la chanson le 24 mai 2003 à Riga en Lettonie. Au terme du concours, elle se classera 18e sur 26 pays.
En 2007, elle intègre la Kumpania avec le compositeur Jean-Marc Zelwer. Elle joue et chante dans le Trio
Zelwer en 2007-2008.
En 2009, elle rejoint Mahna, groupe de créations vocales a cappella de musiques du monde. En 2010, elle joue dans Tzigane imaginaire
En parallèle de son parcours, elle suit avec l’Ariam et au studio Harmonique plusieurs formations sur la pédagogie de la voix et les dérives vocales avec Guy Cornut puis Bernard Roubeau, tous deux phoniatres. Elle s’engage alors sur le chemin de la transmission, animant des stages et des ateliers de musiques du monde, au sein d’écoles ou associations ou en coaching vocal individuel.
Dans son album Terra mia, on trouve des chansons originales italiennes, dont les textes, écrits pour la plupart par elle, sont nés dans le laboratoire souterrain de Laurent Roussel, compositeur et arrangeur de l’album.
Elle a également joué dans des courts-métrages en 2001, 2002, 2012 et en 2014 dans l'épisode Une employée négligente de la série de réalité scénarisée Petits secrets entre voisins sur TF1.

## Discographie
- 2003 : Monts et Merveilles
- 2015 : Terra mia (album)

## Filmographie

### Doublage
- 2018 : O.G. (en) : ? (?)[2]